# Maison de Milica Stojadinović Srpkinja à Vrdnik
La maison de Milica Stojadinović Srpkinja à Vrdnik (en serbe cyrillique : Кућа у којој је живела Милица Стојадиновић Српкиња у Врднику ; en serbe latin : Kuća u kojoj je živela Milica Stojadinović Srpkinja u Vrdniku) se trouve à Vrdnik, dans la province de Voïvodine et dans la municipalité d'Irig, en Serbie. Elle est inscrite sur la liste des monuments culturels de grande importance de la République de Serbie (identifiant no SK 1291).

## Présentation
La maison, située 33 rue Ravanička, a été construite au XIXe siècle. De plan rectangulaire, elle est constituée d'un rez-de-chaussée et d'un sous-sol. Les façades sont dépourvues de décoration.
Elle doit son importance au fait qu'y a vécu Milica Stojadinović Srpkinja (1836-1878), une figure du romantisme littéraire serbe ; elle a été célébrée comme la première femme serbe à consacrer sa vie à la littérature. Elle a écrit des poèmes patriotiques et didactiques et a également rédigé pour un journal de Vrnik une rubrique intitulée Dans la Fruška gora, des articles où elle évoque les événements importants de son temps.